# 劉灌
劉灌（1435年—？），字惠民，山東兖州府濟寧州人，民籍。明朝政治人物。進士出身。

## 生平
山東鄉試第四十七名。成化五年（1469年）乙丑科會試第三十五名，殿試登進士第三甲第八十五名。

## 家族
曾祖劉從義。祖父劉子榮，贈監察御史。父亲劉禎，曾任光祿寺少卿。